# 565

## Nașteri
- dată necunoscută: Gundoald de Asti  (d. 615)

## Decese
- Flavius Belisarie, 59 ani, general bizantin (n. 505)